# Љутица
Љутица је врста винове лозе у Далмацији. На гроздовима, и када дозру, има зелених бобица па вино од ње добија више природне киселине.